# Frédéric
Frédéric ist als französische Form von Friedrich ein französischer männlicher Vorname.

## Namensträger

### Vorname
- Frédéric Amorison (* 1978), belgischer Radrennfahrer
- Frédéric Prinz von Anhalt (* 1943), deutsch-amerikanischer Geschäftsmann und Adoptivsohn von Marie Auguste Prinzessin von Anhalt
- Frédéric Back  (1924–2013), kanadischer Film-Animator
- Frédéric Auguste Bartholdi (1834–1904), französischer Bildhauer
- Frédéric L. Bastet (1926–2008), niederländischer Archäologe
- Frédéric Bastiat (1801–1850), französischer Ökonom und Journalist
- Frédéric Bazille (1841–1870), französischer Maler
- Frédéric Beigbeder (* 1965), französischer Schriftsteller
- Frédéric Guillaume Bergmann (1812–1887), französischer Politiker
- Frédéric Bessy  (* 1972), französischer Radrennfahrer
- Frédéric Bettex (1837–1915), Schweizer Lehrer und Schriftsteller
- Frédéric Boissonas (1858–1946), Schweizer Fotograf
- Frédéric Cailliaud (1787–1869), französischer Afrikaforscher
- Frédéric Chaslin (* 1963), französischer Dirigent und Komponist
- Frédéric Chassot (* 1969), Schweizer Fußballspieler
- Frédéric Chopin (1810–1849), polnischer Komponist und Pianist
- Frédéric Collignon (* 1975), belgischer Tischfußballspieler
- Frédéric Covili (* 1975), französischer Skirennläufer
- Frédéric Cuvier (1773–1838), französischer Zoologe und Paläontologe
- Frédéric Auguste Demetz (1796–1873), französischer Jurist und Philanthrop
- Frédéric Devreese (1929–2020), belgischer Dirigent und Komponist
- Frédéric Diefenthal (* 1968), französischer Schauspieler
- Frédéric Dutoit (* 1956), französischer Politiker
- Frédéric Etsou-Nzabi-Bamungwabi (1930–2007), Erzbischof von Kinshasa
- Frédéric Finot (* 1977), französischer Radrennfahrer
- Frédéric Frenet (1816–1900), französischer Mathematiker, Astronom und Meteorologe
- Frédéric Godet (1812–1900), Schweizer Theologe
- Frédéric Guesdon (* 1971), französischer Radrennfahrer
- Frédéric Joliot (1900–1958), französischer Physiker
- Frédéric Kanouté (* 1977), französisch-malischer Fußballspieler
- Frédéric Kuhlmann (1803–1881), französischer Chemiker und Industrieller
- Frédéric-César de la Harpe (1754–1838), Schweizer Politiker
- Frédéric Lamond (1868–1948), schottischer Pianist und Komponist
- Frédéric-Maurice de La Tour d’Auvergne, duc de Bouillon (1605–1652), französischer General
- Frédéric Mistral (1830–1914), französischer Schriftsteller
- Frédéric Nardin (* 1987), französischer Jazzmusiker
- Frédéric Nimani (* 1988), französisch-tschadischer Fußballspieler
- Frédéric Ozanam (1813–1853), französischer Gelehrter
- Frédéric de Pasquale (1931–2001), französischer Schauspieler
- Frédéric Passy (1822–1912), französischer Politiker und Humanist
- Frédéric Perez (* 1961), französischer Handballspieler
- Frédéric Jules Sichel (1802–1868), französischer Mediziner und Entomologe
- Frédéric Studer (1926–2005), Schweizer Maler und Zeichner
- Frédéric Thomas (* 1980), französischer Fußballspieler
- Frédéric Tranchand (* 1988), französischer Orientierungsläufer
- Frédéric Albert Constantin Weber (1830–1903), französischer Arzt und Botaniker

### Variante „Frederic“
- Frederic Manning (1882–1935), australischer Dichter
- Frederic McLaughlin (1877–1944), US-amerikanischer Geschäftsmann, Militär und Eishockeyfunktionär
- Frederic Meisner (* 1953), deutscher Fernsehmoderator
- Frederic Raurell (1930–2023), spanisch-katalanischer Theologe und Autor
- Frederic Vester (1925–2003), deutscher Wissenschaftler und Autor

### Variante „Frédérik“
- Frédérik Deburghgraeve (* 1973), belgischer Schwimmer
- Frédérik Mey, Künstlername von Reinhard Mey (* 1942), deutscher Liedermacher

### Familienname
- Léon Frédéric (1856–1940), belgischer Maler des Symbolismus
- Louis Frédéric (1923–1996), französischer Kulturhistoriker und Kunsthistoriker